# Управління бухгалтерського обліку та корпоративного регулювання Сінгапура
Управління бухгалтерського обліку та корпоративного регулювання (ACRA) є статутною радою при Міністерстві фінансів уряду Сінгапуру. ACRA є регулятором реєстрації бізнесу, фінансової звітності, бухгалтерського обліку та корпоративних послуг. ACRA також відповідає за розвиток сектору бухгалтерського обліку та встановлення стандартів бухгалтерського обліку для компаній, благодійних об'єднань та товариств у Сінгапурі. ACRA сприяє створенню активного та надійного бізнес-середовища, що робить Сінгапур одним з найкращих місць для ведення бізнесу.

## Історія
ACRA утворена 1 квітня 2004 року відповідно до Закону про бухгалтерський облік і корпоративне регулювання. Управління створене шляхом злиття тодішнього Реєстру компаній і підприємств (RCB) з Радою громадських бухгалтерів (PAB).

## Огляд
Роль ACRA полягає в моніторингу корпоративного дотримання вимог щодо розкриття інформації та регулювання діяльності бухгалтерів, які здійснюють обов'язковий аудит.